# Lista așezărilor germanilor basarabeni
Lista așezărilor germanilor basarabeni include numele a aproximativ 150 de așezări germane din Basarabia. Sunt indicați anul înființării, numărul de locuitori de origine germană și numărul de locuitori non-germani în anul 1940.
Aceste așezări au fost locuite de germanii basarabeni până la evacuarea acestora (Heim ins Reich) în cel de-al treilea Reich în toamna anului 1940. Motivul evacuării a fost ocuparea Basarabiei de către Uniunea Sovietică în vara aceluiași an.

## Foste așezări germane din Basarabia
| Numele german     | Anul înființării | Populația germană (1940) | Populația non-germană (1940) | Denumirea actuală                         | Amplasare                           |
| ----------------- | ---------------- | ------------------------ | ---------------------------- | ----------------------------------------- | ----------------------------------- |
| Albota            | 1880             | 872                      | 85                           | Albota de Sus                             | raionul Taraclia, Republica Moldova |
| Alexanderfeld     | 1908             | 696                      | 7                            | Alexanderfeld                             | raionul Cahul, R. Moldova           |
| Alexandrowka      | 1908             | 688                      | 173                          | Burlacu                                   | raionul Cahul, R. Moldova           |
| Alt-Elft          | 1816             | 1.549                    | 36                           | Sadove                                    | raionul Arciz, Ucraina              |
| Alt-Onesti        | 1885             | 351                      | 20                           | Onești                                    | raionul Hîncești, R. Moldova        |
| Alt-Posttal       | 1823             | 1.564                    | 47                           | Maloiaroslaveț Druhîi                     | raionul Tarutino, Ucraina           |
| Andrejewka        | 1892             | 415                      | 8                            | Andriivka                                 | raionul Cetatea Albă, Ucraina       |
| Annowka           | 1908             | 425                      | —                            | la sud-est de Mineailivka                 | raionul Sărata, Ucraina             |
| Arzis             | 1816             | 1.789                    | 1.222                        | Arciz                                     | raionul Arciz, Ucraina              |
| Baimaklia         | 1912             | 158                      | —                            | Baimaclia                                 | raionul Cantemir, R. Moldova        |
| Bajusch           | 1910             | 101                      | 6                            | Băiuș                                     | raionul Leova, R. Moldova           |
| Balaban           | 1920             | 126                      | 8                            | Balabanu                                  | raionul Taraclia, R. Moldova        |
| Balaktschelly     | 1899             | 189                      | —                            | Velîkorîbalske                            | raionul Sărata, Ucraina             |
| Balmas            | 1886             | 366                      | 2                            | Balmaz                                    | raionul Anenii Noi, R. Moldova      |
| Basyrjamka        | 1891             | 386                      | 6                            | Bazareanka                                | raionul Tatarbunar, Ucraina         |
| Benkendorf        | 1863             | 461                      | 9                            | partea sudică din Velîkomareanivka        | raionul Cetatea Albă, Ucraina       |
| Beresina          | 1815             | 2.653                    | 314                          | Berezîne                                  | raionul Tarutino, Ucraina           |
| Bergdorf          | 1821             | 375                      | —                            | Cazangic                                  | raionul Leova, R. Moldova           |
| Blumental         | 1881             | 180                      | 218                          | Hîrtop                                    | raionul Cimișlia, R. Moldova        |
| Borodino          | 1814             | 2.719                    | 44                           | Borodino                                  | raionul Tarutino, Ucraina           |
| Bratuleni         | 1896             | 52                       | 20                           | Brătuleni                                 | raionul Nisporeni, R. Moldova       |
| Brienne           | 1816             | 1.820                    | 23                           | partea sudică din Arciz                   | raionul Arciz, Ucraina              |
| Demir-Chadschi    | 1860             | 96                       | 3                            | Zelena Balka                              | raionul Arciz, Ucraina              |
| Dennewitz         | 1834             | 554                      | 28                           | Preamobalka                               | raionul Arciz, Ucraina              |
| Ebenfeld          | 1914             | 255                      | 11                           | Cîmpul Drept                              | raionul Leova, R. Moldova           |
| Eichendorf        | 1908             | 584                      | 15                           | Doina                                     | raionul Cahul, R. Moldova           |
| Eigenfeld         | 1880             | 688                      | 36                           | Nădejdea                                  | raionul Sărata, Ucraina             |
| Eigengut-Schimke  | 1895             | 56                       | —                            | la vest de Karnaliivka (distrus)          | raionul Cetatea Albă, Ucraina       |
| Eigenheim         | 1861             | 572                      | 30                           | Zelenivka                                 | raionul Cetatea Albă, Ucraina       |
| Emmental          | 1886             | 790                      | 10                           | Pervomaisc                                | raionul Căușeni, R. Moldova         |
| Freudenfeld       | 1880             | 10                       | Majoritate                   | Pșenîcine                                 | raionul Sărata, Ucraina             |
| Friedensfeld      | 1879             | 674                      | 28                           | Mîrnopillea                               | raionul Sărata, Ucraina             |
| Friedenstal       | 1834             | 2.194                    | 26                           | Mîrnopillea                               | raionul Arciz, Ucraina              |
| Friedrichsdorf    | 1911             | 145                      | 9                            | Mîkolaiivka                               | raionul Chilia, Ucraina             |
| Fundu Saratzika   | 1892             | 140                      | 270                          | Sărățica Nouă                             | raionul Leova, R. Moldova           |
| Fürstenfeld       | 1895             | 837                      | 13                           | Cneazevca                                 | raionul Leova, R. Moldova           |
| Glückstal         | 1911             | 212                      | —                            | Hlinaia                                   | raionul Grigoriopol, R. Moldova     |
| Gnadenfeld        | 1881             | 735                      | 23                           | Blahodatne                                | raionul Sărata, Ucraina             |
| Gnadenheim        | 1909             | 49                       | —                            | la vest de Mîkolaiivka (distrus)          | raionul Tarutino, Ucraina           |
| Gnadental         | 1830             | 1.210                    | 35                           | Dolînivka                                 | raionul Arciz, Ucraina              |
| Halle             | 1894             | 206                      | —                            | la nord vest de Zelene (distrus)          | raionul Cetatea Albă, Ucraina       |
| Hannowka          | 1896             | 420                      | —                            | Hannivka                                  | raionul Tarutino, Ucraina           |
| Hartop            | 1924             | 100                      | —                            | Hîrtop                                    | raionul Leova, R. Moldova           |
| Helenowka         | 1895             | 314                      | —                            | la nord de Ucrainca (distrus)             | raionul Căușeni, R. Moldova         |
| Hirtenheim        | 1887             | 342                      | —                            | Ciobanovca                                | raionul Anenii Noi, R. Moldova      |
| Hoffmannsfeld     | 1922             | 164                      | 95                           | Roza                                      | raionul Tarutino, Ucraina           |
| Hoffnungsfeld     | 1864             | 307                      | —                            | Nadejdivka                                | raionul Arciz, Ucraina              |
| Hoffnungstal      | 1842             | 1.930                    | 59                           | la est de Borodino (distrus)              | raionul Tarutino, Ucraina           |
| Jakobstal         | 1873             | 498                      | 16                           | Lazo                                      | raionul Ștefan Vodă, R. Moldova     |
| Jargara           | 1882             | 240                      | Majoritate                   | Iargara                                   | raionul Leova, R. Moldova           |
| Jekaterinowka     | 1908             | 706                      | 44                           | Ecaterinovca                              | raionul Cimișlia, R. Moldova        |
| Josefsdorf        | 1865             | 379                      | —                            | Placiînda                                 | raionul Tarutino, Ucraina           |
| Kamtschatka       | 1893             | 292                      | 5                            | la vest de Kocikuvate (distrus)           | raionul Tatarbunar, Ucraina         |
| Kaschpalat        | 1911             | 286                      | 43                           | Novi Kaplanî                              | raionul Arciz, Ucraina              |
| Katlebug          | 1895             | 390                      | 3                            | la sud de Jeltîi Iar (distrus)            | raionul Tatarbunar, Ucraina         |
| Katzbach          | 1821             | 1.159                    | —                            | Catzbach                                  | raionul Tarutino, Ucraina           |
| Ketrossy          | 1912             | 237                      | 12                           | Chetrosu                                  | raionul Anenii Noi, R. Moldova      |
| Kisil             | 1909             | 223                      | 8                            | Ștefan Vodă                               | raionul Ștefan Vodă, R. Moldova     |
| Klöstitz          | 1815             | 3.212                    | 82                           | Vesela Dolîna                             | raionul Tarutino, Ucraina           |
| Kolatschowka      | 1908             | 665                      | 10                           | Kalacivka                                 | raionul Tarutino, Ucraina           |
| Korntal           | 1886             | 379                      | 155                          | Pasicine (distrus)                        | raionul Sărata, Ucraina             |
| Krasna            | 1814             | 3.511                    | 89                           | Krasne                                    | raionul Tarutino, Ucraina           |
| Kulm              | 1815             | 1.711                    | 51                           | Pidhirne                                  | raionul Tarutino, Ucraina           |
| Kurudschika       | 1881             | 707                      | —                            | Suhavate                                  | raionul Tarutino, Ucraina           |
| Larga             | 1891             | 110                      | 550                          | Larga                                     | raionul Anenii Noi, R. Moldova      |
| Leipzig           | 1815             | 2.302                    | 290                          | Seprneve                                  | raionul Tarutino, Ucraina           |
| Lichtental        | 1834             | 2.067                    | 95                           | Svitlodolînske                            | raionul Sărata, Ucraina             |
| Lunga             | 1907             | 163                      | 7                            | la nord est de Petrivka (distrus)         | raionul Tarutino, Ucraina           |
| Luxemburg         | 1929             | 83                       | 7                            | la nord de Bazarianca (distrus)           | raionul Tatarbunar, Ucraina         |
| Maltscha          | 1911             | 8                        | 9                            | la nord de Dumitrești (distrus)           | raionul Chilia, Ucraina             |
| Mannsburg         | 1862             | 944                      | 34                           | Oleksiivka                                | raionul Cetatea Albă, Ucraina       |
| Manukbejewka      | 1893             | 672                      | —                            | Frumușica                                 | raionul Leova, R. Moldova           |
| Maraslienfeld     | 1880             | 962                      | 3                            | Marazliivka                               | raionul Cetatea Albă, Ucraina       |
| Marienfeld        | 1911             | 780                      | 32                           | Marienfeld                                | raionul Cimișlia, R. Moldova        |
| Mariental         | 1925             | 583                      | 7                            | Semionovca                                | raionul Hîncești, R. Moldova        |
| Mariewka          | 1892             | 472                      | 24                           | Marianca de Sus                           | raionul Căușeni, R. Moldova         |
| Mathildendorf     | 1858             | 401                      | 12                           | Sărățica (Matîldivka)                     | raionul Tarutino, Ucraina           |
| Mintschuna        | 1868             | 470                      | 14                           | Slobidka (Minciuna)                       | raionul Tarutino, Ucraina           |
| Mischeny          | 1912             | 83                       | —                            | Meșeni                                    | raionul Leova, R. Moldova           |
| Missowka          | 1907             | 75                       | 406                          | Misovca                                   | raionul Ialoveni, R. Moldova        |
| Netusche Weiler   | 1926             | 15                       | —                            | la nord de Iujnoe (distrus)               | raionul Cahul, R. Moldova           |
| Neu-Alexandrowka  | 1911             | 151                      | —                            | la nord-vest de Karnaliivka (distrus)     | raionul Cetatea Albă, Ucraina       |
| Neu-Annowka       | 1897             | 163                      | —                            | Anești (Furativka)                        | raionul Sărata, Ucraina             |
| Neu-Arzis         | 1824             | 849                      | 8                            | Vîșneakî (Arcizul Nou)                    | raionul Arciz, Ucriana              |
| Neu-Brienne       | 1934             | 149                      | —                            | la sud de Arciz (distrus)                 | raionul Arciz, Ucriana              |
| Neu-Borodino      | 1920             | 282                      | —                            | Ievhenivka (Evghenița) (distrus)          | raionul Tarutino, Ucraina           |
| Neu-Dennewitz     | 1913             | 175                      | 27                           | Svetlîi                                   | Găgăuzia, R. Moldova                |
| Neu-Elft          | 1825             | 985                      | 33                           | Novoselivka                               | raionul Arciz, Ucraina              |
| Neu-Friedenstal   | 1922             | 116                      | —                            | Novomîrne                                 | raionul Arciz, Ucriana              |
| Neu-Josefsdorf    | 1923             | 95                       | —                            | la vest de Placiînda (Plăcinta) (distrus) | raionul Tarutino, Ucraina           |
| Neu-Kureni        | 1914             | 121                      | 7                            | parte din Constantinovca                  | raionul Căușeni, R. Moldova         |
| Neu-Mariewka      | 1922             | 168                      | 7                            | la nord de Marianca de Sus (distrus)      | raionul Căușeni, R. Moldova         |
| Neu-Mathildendorf | 1907             | 321                      | —                            | Sărățica Nouă (Novosilka)                 | raionul Tarutino, Ucraina           |
| Neu-Nikolajewka   | 1889             | 573                      | 32                           | Anenii Noi                                | raionul Anenii Noi, R. Moldova      |
| Neu-Odessa        | 1879             | 88                       | 5                            | Zabara                                    | raionul Sărata, Ucraina             |
| Neu-Onesti        | 1890             | 324                      | 3                            | la nord de Onești                         | raionul Hîncești, R. Moldova        |
| Neu-Paris         | 1910             | 500                      | —                            | Roșcea                                    | raionul Arciz, Ucriana              |
| Neu-Postal        | 1864             | 383                      | 6                            | Dolînivka                                 | raionul Cetatea Albă, Ucraina       |
| Neu-Sarata        | 1890             | 570                      | 15                           | Sărata Nouă                               | raionul Leova, R. Moldova           |
| Neu-Seimeni       | 1921             | 119                      | 2                            | Sadove                                    | raionul Cetatea Albă, Ucraina       |
| Neu-Strymba       | 1860             | 479                      | 300                          | Grinăuți                                  | raionul Rîșcani, R. Moldova         |
| Neu-Tarutino      | 1906             | 411                      | 7                            | Tarutino Nou                              | raionul Tarutino, Ucraina           |
| Neufall           | 1867             | 240                      | 11                           | Vilne                                     | raionul Cetatea Albă, Ucraina       |
| Nusstal           | 1925             | 30                       |                              | Hîrtop                                    | raionul Taraclia, R. Moldova        |
| Parapara          | 1916             | 160                      |                              | la sud de Șevcenkove (distrus)            | raionul Chilia, Ucraina             |
| Paris             | 1816             | 1.614                    | 103                          | Veselîi Kut                               | raionul Arciz, Ucriana              |
| Paruschowka       | 1921             | 180                      | 4                            | la nord-vest de Musaitu                   | raionul Taraclia, R. Moldova        |
| Pawlowka          | 1888             | 195                      |                              | la nord-vest de Blahodatne                | raionul Cetatea Albă, Ucraina       |
| Peterstal         | 1873             | 122                      | Majoritate                   | Petrivsk                                  | raionul Tarutino, Ucraina           |
| Pharaonowka       | 1899             | 11                       | Majoritate                   | Faraoani (Faraonivka)                     | raionul Sărata, Ucraina             |
| Philippowka       | 1914             | 41                       |                              | la est de Borodino (distrus)              | raionul Tarutino, Ucraina           |
| Plotzk            | 1839             | 325                      |                              | Ploțk                                     | raionul Arciz, Ucriana              |
| Pomasan           | 1911             | 182                      | 8                            | Pomazan                                   | raionul Chilia, Ucraina             |
| Popasdru          | 1922             | 169                      |                              | Popazdra                                  | raionul Cetatea Albă, Ucraina       |
| Reulingen         | 1890             | 115                      | 420                          | Iuriivka (Răileni)                        | raionul Tarutino, Ucraina           |
| Rohrbach          | 1887             | 540                      |                              | Romanovca                                 | raionul Leova, R. Moldova           |
| Romanowka         | 1895             | 142                      | 7                            | Romanivka                                 | raionul Cetatea Albă, Ucraina       |
| Rosenfeld         | 1890             | 112                      |                              | Rozivska                                  | raionul Sărata, Ucraina             |
| Rosental          | 1923             | 94                       |                              | Colibabovca                               | raionul Leova, R. Moldova           |
| Ryschkanowka      | 1865             | 374                      | 22                           | Rîșcani                                   | raionul Rîșcani, R. Moldova         |
| Sangerowka        | 1898             | 372                      |                              | Novomîhailivka                            | raionul Tatarbunar, Ucraina         |
| Sarata            | 1822             | 2.139                    | 739                          | Sărata                                    | raionul Sărata, Ucraina             |
| Sarazika Weiler   | 1889             | 28                       | 8                            | Nova Plahtiivka                           | raionul Sărata, Ucraina             |
| Sarjari           | 1860             | 319                      | 600                          | Jeltîi Iar                                | raionul Tatarbunar, Ucraina         |
| Schabolat         | 1840             | 303                      | 2                            | partea nord-vestică din Bilenke           | raionul Cetatea Albă, Ucraina       |
| Scholtoi          | 1865             | 286                      | 23                           | Șoltoaia                                  | raionul Fălești, R. Moldova         |
| Seimeny           | 1867             | 597                      | 32                           | Semeninvka (Seimeni)                      | raionul Cetatea Albă, Ucraina       |
| Sofiental         | 1863             | 416                      | 23                           | Sofiika                                   | raionul Cetatea Albă, Ucraina       |
| Sofiewka          | 1892             | 866                      | 48                           | Sofievca                                  | raionul Taraclia, R. Moldova        |
| Stanhopka         | 1899             | 73                       | 12                           | la vest de Plahtiivka (distrus)           | raionul Sărata, Ucraina             |
| Strassburg I      | 1878             | 238                      | 8                            | Poleanka                                  | raionul Cetatea Albă, Ucraina       |
| Strassburg II     | 1920             | 373                      | 74                           | Zelene                                    | raionul Cetatea Albă, Ucraina       |
| Strymbeni         | 1881             | 498                      | 7                            | Strîmbeni                                 | raionul Hîncești, R. Moldova        |
| Tamurka           | 1895             | 88                       |                              | la nord-vest de Vvedenka (distrus)        | raionul Sărata, Ucraina             |
| Tarutino          | 1814             | 3.746                    | 2.151                        | Tarutino                                  | raionul Tarutino, Ucraina           |
| Teplitz           | 1817             | 2.498                    | 234                          | Toplița                                   | raionul Arciz, Ucriana              |
| Tschemtschelly    | 1862             | 435                      | 22                           | Luhove                                    | raionul Sărata, Ucraina             |
| Tschiligider      | 1884             | 224                      | 34                           | Satu-Nou (Novoselivka)                    | raionul Sărata, Ucraina             |
| Unter-Albota      | 1919             | 181                      | 420                          | Albota de Jos                             | raionul Taraclia, R. Moldova        |
| Wischniowka       | 1906             | 881                      | 479                          | Vișniovca                                 | raionul Cantemir, R. Moldova        |
| Wittenberg        | 1815             | 1.451                    | 63                           | Maloiaroslaveț Perșîi (Malu Mare)         | raionul Tarutino, Ucraina           |